# IPD音源
iPD音源（アイピーディーおんげん）は、interactive Phase Distortionの略称で、オシレータの波形を正弦波などの波形テーブルを通す事、つまり、入力波形自体が位相となる形で別のオシレータを変調することで新たな波形を得る音源方式である。
この技術は、後にウェーブシェイパーとして他社でも利用されている。
iPD音源は過激な変化が起こりづらい反面、その変化は予測しやすく、直感的に音色を作りやすく、ユーザーが新規の音色を作る時のハードルは比較的低い。
iPD音源をFM音源と同じ方法で音作りができるとされる情報も散見されるが、これは誤りである。
iPD音源の代表的な製品としては、1988年より発売のシンセサイザー「VZシリーズ」とギターシンセサイザー「PGシリーズ」に採用された。

## 音響合成
DCO・DCAで構成される8つの発音系統（モジュール）を備え、これらはペアで4組の「ライン」にまとめられている。ラインの2つのモジュールの間ではミックス・リング変調・位相制御ができ、またラインの出力で次のラインのモジュールを位相制御できる。
この仕組みによりモジュールは648通りの接続パターンをもつ。
各DCOは、正弦波、のこぎり波５種、ノイズ、ノイズ＋正弦波の計８種の波形を出力できる。
iPD音源の位相入力はFM音源の位相変調と混同されることもあるが、FM音源でいうキャリア位相成分のない純粋な位相入力であり、技術的にはウェーブシェイパーに類する。そのため、FM音源より変化の規則性が高く、結果が比較的予測しやすい。またiPD音源では正弦波以外のオシレータ波形やリング変調(RM)を交えた複雑な音作りができる。

## iPD音源方式を採用した主な製品
- VZ-1（61鍵盤キーボードシンセサイザー）
- VZ-10M（2Uラックマウントシンセサイザー、VZ-1のラックマウント版）
- VZ-8M（1Uラックマウントシンセサイザー、VZ-10から液晶の小型化、操作子の簡略化が行われたラックマウント版）
- PG-380(エレクトリックギターにiPD音源を搭載したギターシンセサイザー)